# Harry Gibson (ciclista)
Harry Gibson va ser un ciclista canadenc. Del seu palmarès destaca el Campionat del món de mig fons de 1899.

## Palmarès
- 1899
  -  Campió del món de mig fons